# Derris benthamii
Derris benthamii là một loài thực vật có hoa trong họ Đậu. Loài này được (Thwaites) Thwaites miêu tả khoa học đầu tiên.